# Damaeus brevitibialis
Damaeus brevitibialis är en kvalsterart som beskrevs av Bulanova-Zachvatkina 1957. Damaeus brevitibialis ingår i släktet Damaeus och familjen Damaeidae. Inga underarter finns listade i Catalogue of Life.